# Phun trào CO2

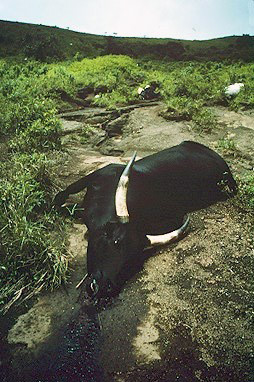
Một con bò bị chết do ngạt thở khi hiện tượng phun trào CO2 xảy ra tại hồ Nyos

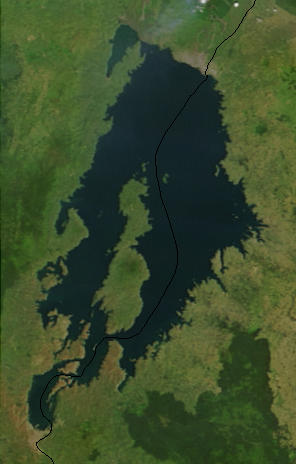
Hồ Kivu nhìn từ vệ tinh

Phun trào CO2 hay còn gọi là phun trào nước ngọt là một dạng thiên tai hiếm với lượng khí Cacbon dioxide (CO2) bất ngờ bốc lên từ hồ nước sâu, làm ngạt thở động vật và con người. Phun trào này có thể gây ra sóng thần ở hồ khi khí CO2 bốc lên. Các nhà khoa học tin rằng lở đất, các hoạt động núi lửa, hay các vụ nổ có thể gây ra như một vụ phun trào. Các hồ nước xả ra vụ phun trào CO2 được gọi là hồ phun trào. Một số đặc tính của hồ phun trào gồm:
- Nước bão hòa CO2
- Hồ nước có đáy lạnh cho thấy không có các tương tác núi lửa như các hồ núi lửa
- Lớp nước trên mặt và đáy có độ bão hòa CO2 khác nhau
- Gần khu vực hồ có các hoạt động núi lửa

Các nhà khoa học gần đây đã xác định được các khảo sát về vụ phun trào làm nhiều người chết vào thập niên 1980 ở hồ Monoun và hồ Nyos có liên quan gián tiếp đến phun trào CO2, thực ra là các dạng rời rạc của các sự kiện thảm họa.

## Lịch sử thảm họa
Tới nay, hiện tượng phun trào CO2 chỉ được quan sát 2 lần. Lần đầu tiên ở Cameroon tại hồ Monoun năm 1984, gây ra cái chết của 38 người dân sinh sống gần khu vực đó.
Lần thứ 2, phun trào gây chết người xảy ra ở khu vực gần hồ Nyos năm 1986, lần này hơn 80 triệu mét khối khí CO2 được giải phóng và gây nên cái chết của 1700 người và 3500 gia súc xung quanh do ngạt thở.
Do tính chất sự kiện, rất khó xác định các phun trào CO2 có thể xảy ra nơi nào đó không. Tuy nhiên, hồ Kivu nằm giữa biên giới Cộng hòa Dân chủ Congo và Rwanda lại chứa rất lớn lượng khí CO2. Một số mẫu trầm tích lấy từ hồ này bởi giáo sư Robert Hecky ở đại học Michigan cho thấy các sinh vật sống trong hồ đã tuyệt chủng hàng ngàn năm trước và bị cuốn vào lòng hồ.

## Nguyên nhân
Để vụ phun trào CO2 xảy ra, hồ phun trào phải có lượng bão hòa khí ga. Hai nguyên nhân chính được biết đến, thành phần chủ yếu là Cacbon dioxide; tuy nhiên, ở hồ Kivu, các nhà khoa học đang xem xét sự liên quan về nồng độ lớn khí Mêtan. Khí CO2 có thể đến từ khí núi lửa bốc ra từ hồ hoặc từ quá trình phân hủy vật liệu hữu cơ. Trước khi hồ bão hòa khí, hồ giống như nước ngọt có ga khi mở ra: CO2 được phân rã trong nước. Ở cả hồ phun trào và nước ngọt, CO2 phân rã nhanh hơn tại định luật Henry áp suất cao. Đây là nguyên nhân khí bọt trong chai soda chỉ hình thành sau khi nắp chai được mở ra; áp suất được giải phóng và CO2 bốc ra từ dung dịch. Trong trường hợp ở hồ phun trào, mặt đáy hồ có áp suất cao; nếu đáy càng sâu thì áp suất càng cao ở đáy. Điều này nghĩa là lượng lớn CO2 có thể bốc ra ở hồ nước rộng và sâu. Thêm nữa, CO2 phân hủy nhanh hơn ở nước lạnh, chẳng hạn nơi đáy hồ. Sự thay đổi nhẹ nhiệt độ nước có thể dẫn đến việc giải phóng lượng lớn khí CO2.